# Ермаки (Свердловская область)

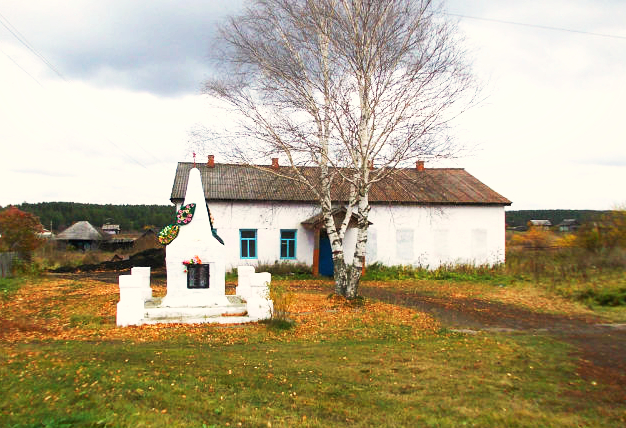
Памятник участникам Великой Отечественной войны и дом культуры

Ермаки — деревня в Алапаевском районе Свердловской области России, входящая в муниципальное образование Алапаевское. Входит в состав Коптеловского территориального управления.

## География
Деревня расположена на левом берегу реки Нелы, в 25 километрах от города Алапаевска.

## Население
| 2002 | 2010 |
| ---- | ---- |
| 80   | ↘67  |

Структура
По данным переписи 2002 года национальный состав следующий: русские — 100 %. По данным переписи 2010 года в деревне было: мужчин — 34, женщин — 33.